# Memòries
Les memòries són un gènere literari que s'inclou dins de l'autobiografia, malgrat ser un tipus de literatura anterior. Les memòries poden ser menys estructurades i menys exhaustives que una autobiografia formal car solen tractar una part de la vida, sovint una part pública, en comptes de la relació cronològica d'una vida des de la infantesa a la vellesa. La major part dels llibres de memòries s'escriuen en primera persona.
L'autor estatunidenc Gore Vidal, en les seves memòries Palimpsest, afegeix un altre punt aclaridor per distingir entre memòries i autobiografia. Afirma que "les memòries són com un recorda la pròpia vida, mentre que una autobiografia és història, implica una recerca, dates, comprovar els fets". Es basa més en el que es pot deduir d'una part de la vida que no en tota la vida d'una persona.

## Història
Els líders polítics i militars han escrit sovint memòries com a manera de recordar i fer notòries les seves gestes. Al segle xviii s'escrivien anònimes "memòries escandaloses" (per part de prostitutes i llibertines) molt llegides a França pel que contenien de vulgaritat i tafaneria. En un estil completament allunyat, el retòric pagà Libanius va donar forma a les seves memòries com una oració, però no de tipus públic sinó privada, que es podria llegir en veu alta en privat. Aquest tipus de memòria fa referència al concepte de la Grècia i la Roma antigues, en el sentit que les memòries eren peces d'obres no acabades ni publicades que algun autor podia utilitzar per estimar la memòria i completar el treball més endavant.
Algunes escriptores han introduït la innovació de combinar les memòries amb una part de ficció històrica. Tres exemples serien Helen Epstein (Where She Came From: A Daughter's Search for her Mother's History), Jung Chang (Wild Swans: Three Daughters of China) i Maxine Hong Kingston (The Woman Warrior: Memoirs of a Girlhood Among Ghosts)
Una altra categoria de memòries és el testimoni per relatar la participació en la història de ciutadans anònims. En serien exemples les narracions de les vivències d'antics esclaus o de supervivents de l'Holocaust, com ara Primo Levi, Heda Kovaly i Elie Wiesel.

## Autors famosos de memòries
- Martin Amis
- Giacomo Casanova
- Bill Clinton
- Isak Dinesen (Karen Blixen)
- Bob Dylan
- Marianne Faithfull
- Mahatma Gandhi
- Primo Levi
- Frank McCourt
- Vladimir Nabokov
- Richard Nixon
- George Orwell
- Sylvia Plath
- Louis de Rouvroy, Duc de Saint-Simon
- Lev Trotski
- Stefan Zweig